# Ортис, Грегорис
Грегорис Антонио Ортис Эспиноса (исп. Gregoris Antonio Ortíz Espinoza ; родился 10 декабря 1995 года в Лаго-Агрио, Эквадор) — эквадорский футболист, нападающий клуба ЛДУ Лоха.

## Клубная карьера
Ортис — воспитанник клуба ЛДУ Лоха. 15 декабря 2012 года в матче против «Индепендьенте дель Валье» он дебютировал в эквадорской Примере. 11 декабря 2014 года в поединке против «Депортиво Кито» Грегорис забил свой первый гол за ЛДУ Лоха. В 2015 году клуб вылетел из элиты, но Ортис остался в команде, продолжив выступления в Серии B.

## Международная карьера
В 2015 году Ортис принял участие в молодёжном чемпионате Южной Америки в Уругвае. На турнире он сыграл в матче против команды Парагвая.